# COLLADA
COLLADA (abreviação do inglês para COLLAborative Design Activity) é um padrão de exportação e importação de arquivos criado pela Sony e usado como padrão para o console Playstation 3. É suportado por editores 3D como Blender (software livre), 3D Studio Max e Maya. O formato utiliza XML como padrão e suporta além de modelos detalhados, animações e iluminação.